# Frederica Sagor Maas
Frederica Sagor Maas (* 6. Juli 1900 in New York City; † 5. Januar 2012 in La Mesa, Kalifornien), gebürtige Frederica Alexandrina Sagor, war eine US-amerikanische Drehbuchautorin und Supercentenarian.

## Leben
Sagor wurde als jüngste Tochter russisch-jüdischer Immigranten in New York geboren. An der Columbia University widmete sie sich dem Studium des Journalismus und schrieb gelegentlich Artikel für den New York Globe. Universal Studios engagierte sie 1923 als Story Editor, und zwei Jahre später gab ihr Metro-Goldwyn-Mayer eine Stelle als Drehbuchautorin.
Ihren ersten Erfolg feierte sie 1925: Der Film The Plastic Age verhalf der Schauspielerin Clara Bow zum Durchbruch. In der Stummfilmzeit arbeitete sie regelmäßig mit Stars wie Greta Garbo, John Gilbert, Emil Jannings, Barbara Kent und nicht zuletzt Norma Shearer, zu der sie ein sehr inniges Verhältnis hatte. 
Ihr letztes Drehbuch, The Shocking Miss Pilgrim, dessen zentrales Thema der Feminismus im späten 19. Jahrhundert ist, wurde 1947 verfilmt. Nach einigen herben Enttäuschungen zog sie sich aus dem Filmgeschäft zurück.
Im Jahr 1927 heiratete sie Ernest Maas, mit dem sie bis zu dessen Tod 1986 zusammenblieb. Während der McCarthy-Ära wurden beide vom FBI verhört, weil sie zwei kommunistische Publikationen abonniert hatten.
99-jährig veröffentlichte sie ihre Autobiografie The Shocking Miss Pilgrim: A Writer in Early Hollywood. Dort rechnete Frederica Sagor Maas gnadenlos mit Hollywood und der US-amerikanischen Regierung ab.
Frederica Sagor Maas gehörte kurz vor ihrem Tod zu den 50 ältesten bekannten lebenden Menschen.

## Filmografie
- 1925: The Goose Woman – Regie: Clarence Brown
- 1925: His Secretary – Regie: Hobart Henley
- 1925: The Plastic Age – Regie: Wesley Ruggles
- 1926: Der verheiratete Junggeselle (Dance Madness) – Regie: Robert Z. Leonard
- 1926: The Waning Sex – Regie: Robert Z. Leonard
- 1926: That Model from Paris – Regie: Louis J. Gasnier
- 1926: Es war (Flesh and the Devil) – Regie: Clarence Brown
- 1927: The First Night – Regie: Richard Thorpe
- 1927: Das gewisse Etwas (It) – Regie: Clarence G. Badger
- 1927: Rolled Stockings – Regie: Richard Rosson
- 1927: Der Weg allen Fleisches (The Way of All Flesh) – Regie: Victor Fleming
- 1927: Hula – Regie: Victor Fleming
- 1927: Silk Legs – Regie: Arthur Rosson
- 1928: Red Hair – Regie: Clarence G. Badger
- 1928: The Farmer’s Daughter – Regie: Arthur Rosson
- 1935: Piernas de seda
- 1947: The Shocking Miss Pilgrim – Regie: George Seaton